# Bravantický zámek
Bravantický zámek je bývalá vodní tvrz, která byla postupně přestavěna na venkovský renesanční zámek ve stejnojmenné obci v okrese Nový Jičín. Zámecký areál tvoří čtyřkřídlý renesanční tzv. starý zámek, pozdně barokní tzv. nový zámek a anglický park.

## Historie
Původní vodní tvrz je poprvé připomínána v roce 1570 (v literatuře je uváděn i rok 1594). Tehdy Bravantice patřily do majetku Bravantských z Chobřan. Renesanční stavba byla zřejmě obehnána vyzdívaným vodním příkopem a mohutným valem s rondely. Z počátku dvoukřídlá stavba se postupně rozšířila o jižní křídlo s průjezdem. Roku 1651 ji spolu se statkem získali Bruntálští z Vrbna, kteří někdy v druhé polovině 17. století přestavěli tvrz na jednoposchoďový barokní zámek. K dosud trojkřídlé stavbě bylo přistavěno čtvrté západní křídlo, které uzavřelo obdélné nádvoří, které bylo později v přízemí a v prvním patře doplněno o arkády. Na přelomu 18. a 19. století byl u zámku založen anglický park. Do stavebního vývoje zámeckého areálu zasáhl Jan Larish-Mönnich, který nechal pravděpodobně v roce 1815 postavit úřednický dům, tzv. nový zámek, poté co byla přenesena ústřední správa statku do Bravantic. Nový zámek je jednopatrová budova s průjezdem obdélníkového půdorysu, jejímž autorem mohl být opavský stavitel Johann Anton Englisch. Ten na žádost Jana Larisch-Mönnicha vypracoval v roce 1815 návrh na reprezentativní přestavbu starého zámku, která se však nikdy nerealizovala. V letech 1829–1830 proběhly empírové úpravy fasád a střechy. V roce 1945 zkonfiskovaný majetek Blücherů připadl státnímu statku. Po roce 1990 objekt spravoval Pozemkový fond ČR a následně obec.
V roce 2006 obec Bravantice prodala zámek firmě podnikatele Vojtěcha Pavery, za necelé 3 miliony korun. Podnikatel přislíbil, že se z objektů stane dům s pečovatelskou službou nebo hotel s restaurací, ale žádný z těchto plánů nebyl realizován. Nový vlastník s obcí přestal komunikovat a následně zámek změnil majitele. Tím se stala slovenská společnost Y.E.T.Y. se sídlem v Trnavě, která také do zámeckého areálu nijak neinvestovala a objekty dále chátraly. V roce 2013 byl zámek krátce v nabídce realitní kanceláře za cenu 20 milionů korun. V roce 2016 byl zámek v exekuci. Jednatel firmy Y.E.T.Y, brněnský právník Ivan Pecl, nereagoval na žádné výzvy. Zámek byl již v havarijním stavu s narušeným krovem, chybějícími okny, propadanými stropy a zcela zarostlý nálety. Oba objekty zámku byly zařazeny na seznam nejohroženějších památek v zemi. Na začátku roku 2021 chátrající areál zakoupila obec Bravantice ve veřejné dražbě za 5 milionů korun. Starosta Bravantic Rudolf Němec uvedl, že areál se dvěma zámky by měl být v budoucnu základem středu obce. V plánu na využití je zřízení sociálních bytů, obecní knihovny, komunitního centra a zázemí pro spolkovou činnost.

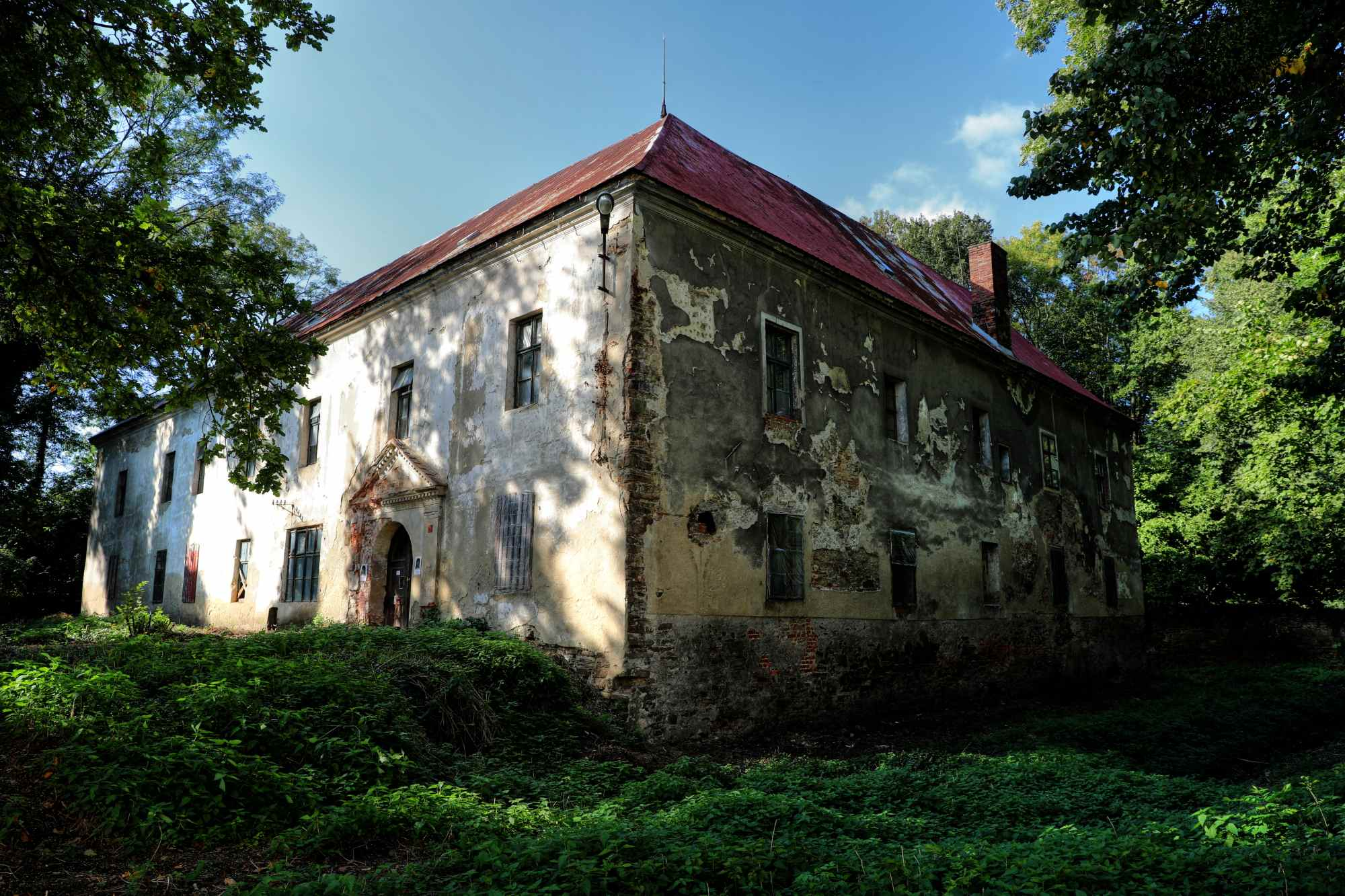
Starý zámek